# Jerzy Zemke
Jerzy Zemke (ur. 1948, zm. 14 listopada 2018) – polski matematyk i ekonomista, doktor habilitowany nauk ekonomicznych w zakresie nauk o zarządzaniu, profesor nadzwyczajny Uniwersytetu Gdańskiego.

## Życiorys
W 1972 ukończył studia matematyczne na Uniwersytecie Mikołaja Kopernika w Toruniu. W 1981 na Wydziale Ekonomiki Produkcji Uniwersytetu Gdańskiego na podstawie rozprawy pt. Koncepcja uogólnienia postaci analitycznej równań modelu ekonometrycznego (na przykładzie rynku nowego tonażu zbiornikowców) uzyskał stopień naukowy doktora nauk ekonomicznych dyscyplina: ekonomia specjalność: modelowanie gospodarki morskiej. W 2011 na Wydziale Zarządzania UG na podstawie dorobku naukowego oraz rozprawy pt. Ryzyka zarządzania organizacją gospodarczą otrzymał stopień doktora habilitowanego nauk ekonomicznych dyscyplina: nauki o zarządzaniu specjalność: zarządzanie w warunkach ryzyka.
Został profesorem nadzwyczajnym UG na Wydziale Zarządzania w Katedrze Ekonometrii.
Zmarł 14 listopada 2018. Został pochowany 19 listopada 2018 na Cmentarzu Komunalnym w Sopocie (kwatera E5-2-20).

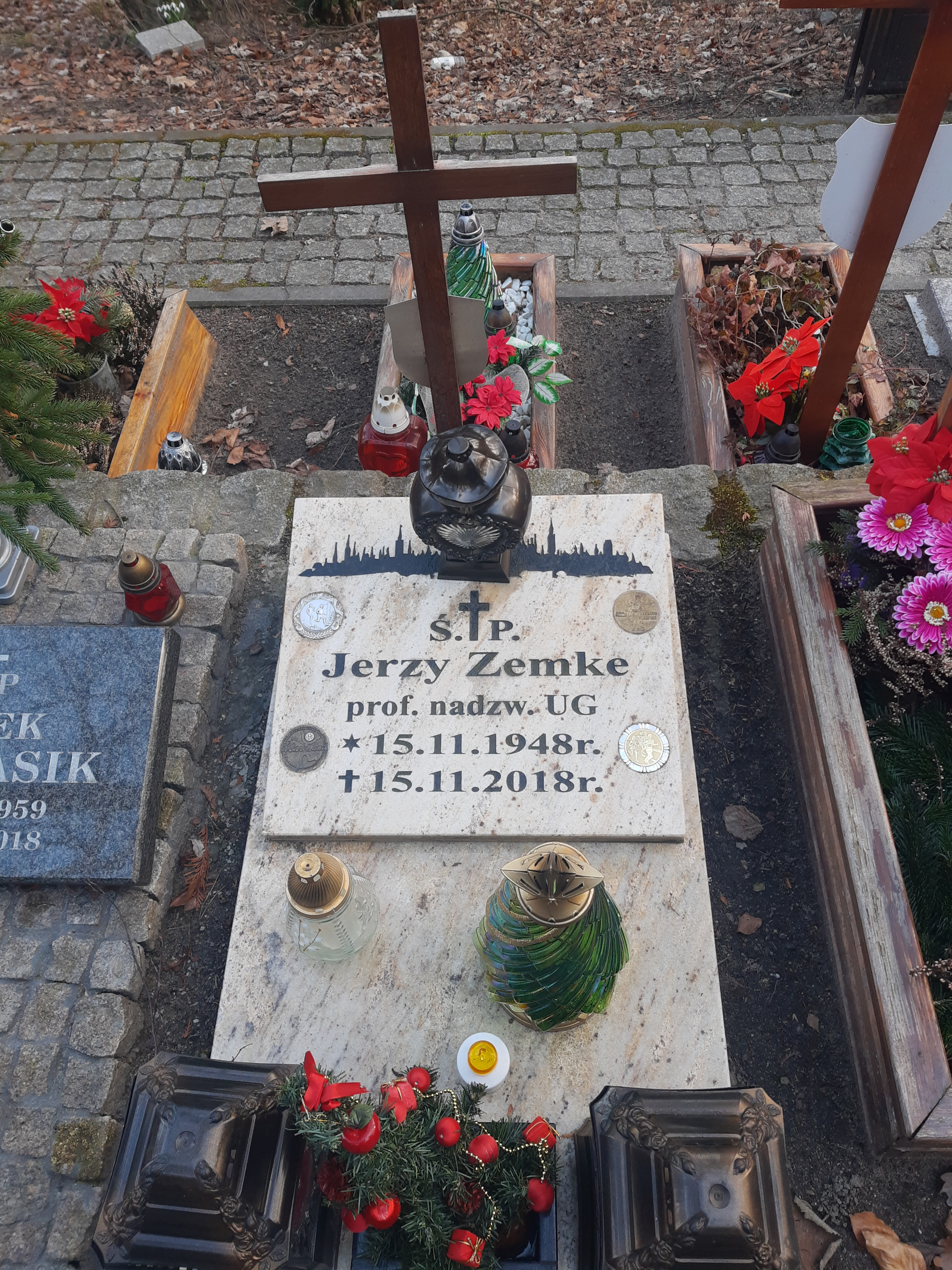
Grób prof. Jerzego Zemkego na cmentarzu komunalnym w Sopocie